# Basi militari russe all'estero
Questo articolo elenca le basi militari della Russia all'estero. La maggior parte delle basi e delle strutture militari russe si trovano nelle ex-Repubbliche dell'Unione Sovietica, che nel gergo politico russo viene chiamato “vicino estero” (in russo ближнее зарубежье?, bližnee zarubež'e).
In seguito alla dissoluzione dell'Unione Sovietica, molte delle stazioni radar di allarme rapido rientrarono all'interno dei territori delle ex-Repubbliche sovietiche. Al 2020, solamente il radar in Bielorussia è ancora affittato direttamente dalla Russia.
Nel 2003, il quotidiano russo Kommersant ha pubblicato una mappa della presenza militare russa all’estero. Nel 2018, è stato riportato che la Russia gestisca almeno 21 importanti strutture militari all’estero.

## Basi attuali
| Paese                                        | Dettagli | Personale                 |
| -------------------------------------------- | --- | ------------------------- |
| Armenia                                      | 102ª Base militare russa a Gyumri e 3624ª Base aerea russa presso l'aeroporto di Erebuni, vicino alla capitale armena Yerevan. | Stimati da 3.214 a 5.000. |
| Bielorussia                                  | La Stazione radar Baranavichy, il Trasmettitore radio navale vicino a Vilejka e un Centro di addestramento congiunto dell'Aeronautica e della Difesa aerea a Baranavičy. | Circa 1.500               |
| Abcasia (de facto) Georgia (de jure)         | Dopo la guerra russo-georgiana del 2008, la Russia ha mantenuto un’ampia presenza negli stati parzialmente riconosciuti dell’Abcasia e dell’Ossezia del Sud. La settima base militare russa si trova in Abkhazia e ospita circa 4.500 militari. | Circa 4.500               |
| Ossezia del Sud (de facto) Georgia (de jure) | Dopo la guerra russo-georgiana del 2008, la Russia ha mantenuto un’ampia presenza negli stati parzialmente riconosciuti dell’Abcasia e dell’Ossezia del Sud. La quarta base militare russa si trova nell'Ossezia del Sud e ospita circa 4.000 militari. | Circa 4.000               |
| Kazakistan                                   | Il poligono di test dei missili antibalistici di Sary-Šagan. Il cosmodromo di Baikonur viene affittato alla Russia ma ora è sotto amministrazione civile. |                           |
| Kirghizistan                                 | La base aerea di Kant, il 338° centro di comunicazione navale, il 954° poligono di prova dei siluri e una stazione sismografica. |                           |
| Transnistria (de facto) Moldavia (de jure)   | La Russia mantiene un gruppo operativo di forze nella regione separatista della Transnistria, in Moldavia, per scopi di mantenimento della pace e per sorvegliare un deposito di munizioni a Cobasna. | Circa 1.500               |
| Siria                                        | Base navale russa a Tartus, base aerea di Khmeimim, base aerea militare di Tiyas, Base aerea di Shayrat. | Circa 7.000               |
| Tagikistan                                   | 201ª base militare russa, stazione di sorveglianza spaziale Okno. | Circa 7.500               |
| Russia (de facto) Ucraina (de jure)          | Base navale di Sebastopoli della flotta del Mar Nero, in Crimea, affittata dalla Russia prima dell'annessione della Crimea da parte della Federazione Russa nel 2014. Nel luglio 2015, il primo ministro russo Dmitry Medvedev ha affermato che la Crimea è stata completamente integrata nella Russia, quindi la base di Sebastopoli non è più classificata dalla Russia come estera. Tuttavia, questo è contestato; La risoluzione 68/262 dell'Assemblea generale delle Nazioni Unite ha respinto l'annessione della Crimea da parte della Russia, che la Russia ha difeso affermando che stava sostenendo l'esito del referendum sullo status della Crimea del 2014, in cui la maggioranza ha votato per ricongiungersi alla Russia. Nel 2016 c’erano almeno 18 strutture militari russe in Crimea. | Circa 26.000              |

## Basi Dismesse
| Paese                                    | Dettagli | Personale    | Data dismissione |
| ---------------------------------------- | --- | ------------ | ---------------- |
| Artsakh (de facto) Azerbaigian (de jure) | Dal 10 novembre 2020, la Russia disponeva di una forza di mantenimento della pace della 15ª Brigata separata di fucilieri motorizzati schierata nella regione separatista dell'Artsakh. | Circa 1.960. | Aprile 2024      |
| Azerbaigian                              | Stazione radar di Gabala è stata affittata fino al 2012. Nel 2013, l'edificio stesso è stato trasferito in Azerbaigian, ma l'attrezzatura è stata smantellata e trasportata in Russia. | -            | Ottobre 2013     |
| Cuba                                     | Stazione SIGINT di Lourdes. | -            | Agosto 2002      |
| Georgia                                  | Nel 1995, Russia e Georgia firmarono un accordo di 25 anni per l'affitto di basi militari a Vaziani, Akhalkalaki e Batumi. A causa della Rivoluzione delle Rose, alla fine le basi russe furono dismesse nel 2007, ad eccezione di quelle presenti nei territori separatisti di Abcasia e Ossezia del Sud. | -            |                  |
| Germania Est                             | Gruppo di Forze Ovest. Dopo lo scioglimento dell'Unione Sovietica e la riunificazione della Germania, le forze russe rimasero nella parte orientale della Germania fino al 1994. | -            | Agosto 1994      |
| Kazakistan                               | Stazione Radar di Balkash. | -            | Giugno 2020      |
| Lituania Lettonia Estonia                | Gruppo di Forze Nord-Occidentali dal 1991 al 1994. Nel settembre 1991 il Distretto Militare del Baltico venne riorganizzato nel Gruppo di forze nord-occidentali. Il Gruppo di Forze Nord-Occidentali è stato posto sotto la giurisdizione della Federazione Russa con un decreto del presidenziale del 27 gennaio 1992. Il Gruppo di forze terminò di esistere il 1º settembre 1994, con il ritiro di tutte le forze russe provenienti da Lituania, Lettonia ed Estonia. La Russia ha ufficialmente posto fine alla sua presenza militare nei Paesi Baltici dopo aver spento la stazione radar Skrunda-1 in Lettonia il 31 agosto 1998. | -            | 1994 / 1998      |
| Uzbekistan                               | Base aerea di Karshi-Khanabad. | -            | 2012             |
| Vietnam                                  | Base Aero-Navale di Cam Rahn. | -            | Maggio 2002      |

## Basi Pianificate
| Paese                                | Dettagli |
| ------------------------------------ | --- |
| Abcasia (de facto) Georgia (de jure) | È stato firmato un accordo per la creazione di una base navale russa con la Repubblica Abcasa. |
| Egitto                               | Nel 2016, la Russia stava negoziando con l'Egitto l'affitto di strutture militari, tra cui un'ex base militare sovietica nella città egiziana di Sidi Barrani, che avrebbe dovuto essere utilizzata come base aerea. |
| Eritrea                              | Centro Logistico. |
| Sudan                                | Nel novembre 2020, il presidente russo Vladimir Putin ha incaricato il Ministero della Difesa russo di istituire un punto di supporto logistico della Marina russa in Sudan. Nel 2023, il governo sudanese ha completato l’esame della proposta della Federazione Russa di istituire una base militare sul territorio sudanese. È stata approvata la costruzione di una base navale russa a Port Sudan, sul Mar Rosso. L'accordo consente alla Russia di stazionare fino a 300 militari nella base e di mantenere contemporaneamente fino a quattro navi militari. |